# Micarea viridiatra
Micarea viridiatra är en lavart som beskrevs av Coppins. Micarea viridiatra ingår i släktet Micarea och familjen Pilocarpaceae.   Inga underarter finns listade i Catalogue of Life.